# مصنوعی (فیلم)
مصنوعی یک فیلم مستند آمریکایی سال ۲۰۱۲ است. این فیلم توسط اما لودبروک و جرد لتو تولید شده است. کارگردانی این فیلم را نیز جرد لتو بر عهده دارد.
مصنوعی در جشنواره بین‌المللی فیلم تورنتو ۲۰۱۲ با بردن جایزهٔ بهترین مستند به انتخاب مردم نمایش جهانی یافت.

## تولید
مصنوعی با بودجهٔ محدود توسط لتو و شریکش اما لودبروک از طریق شرکت تولید سیزیف تهیه شد.